# Шогарви
Шогарви — пресноводное озеро на территории Крошнозерского сельского поселения Пряжинского района Республики Карелии.

## Общие сведения
Площадь озера — 3,3 км², площадь водосборного бассейна — 7,47 км². Располагается на высоте 99,9 метров над уровнем моря.
Форма озера округлая. Берега каменисто-песчаные, преимущественно заболоченные.
С юго-западной стороны озера вытекает безымянный ручей, впадающий в Крошнозеро, из которого берёт начало река Миккильская, впадающая в Шотозеро. Через последнее протекает река Шуя.
К западу от озера проходит дорога местного значения 86К-270 («Крошнозеро — Эссойла»).
Населённые пункты вблизи водоёма отсутствуют.
Код объекта в государственном водном реестре — 01040100111102000016962.